# Fenestrolaimus insulaealbae
Fenestrolaimus insulaealbae is een rondwormensoort uit de familie van de Thoracostomopsidae. De wetenschappelijke naam van de soort is voor het eerst geldig gepubliceerd in 1927 door Filipjev.